# Макарово (Великолукский район)
Макарово — деревня в Великолукском районе Псковской области России. Входит в состав сельского поселения «Борковская волость».
Расположена на юго-западе района, в 55 км к юго-западу от центра города Великие Луки, в 10 км к северо-востоку от волостного центра деревни Борки и в 1,5 км к югу от деревни Шеклино.

## Население
Постоянное население по оценке на 2000 год в деревне отсутствовало.